# Nadrzecze (Słupsk)
Nadrzecze (do 1945 Aucker w części północnej i wschodniej oraz Am Dornbrink w części południowo-zachodniej) – zwyczajowa część oraz strefa polityki przestrzennej Słupska, położona w południowej części miasta, na lewym brzegu rzeki Słupi. Nadrzecze ma charakter przemysłowo-usługowy oraz mieszkaniowy i od lat 90. XX wieku ulega przekształceniom funkcjonalnym. Północna część obszaru jest objęta programem rewitalizacji na lata 2017−2025+.

## Geografia

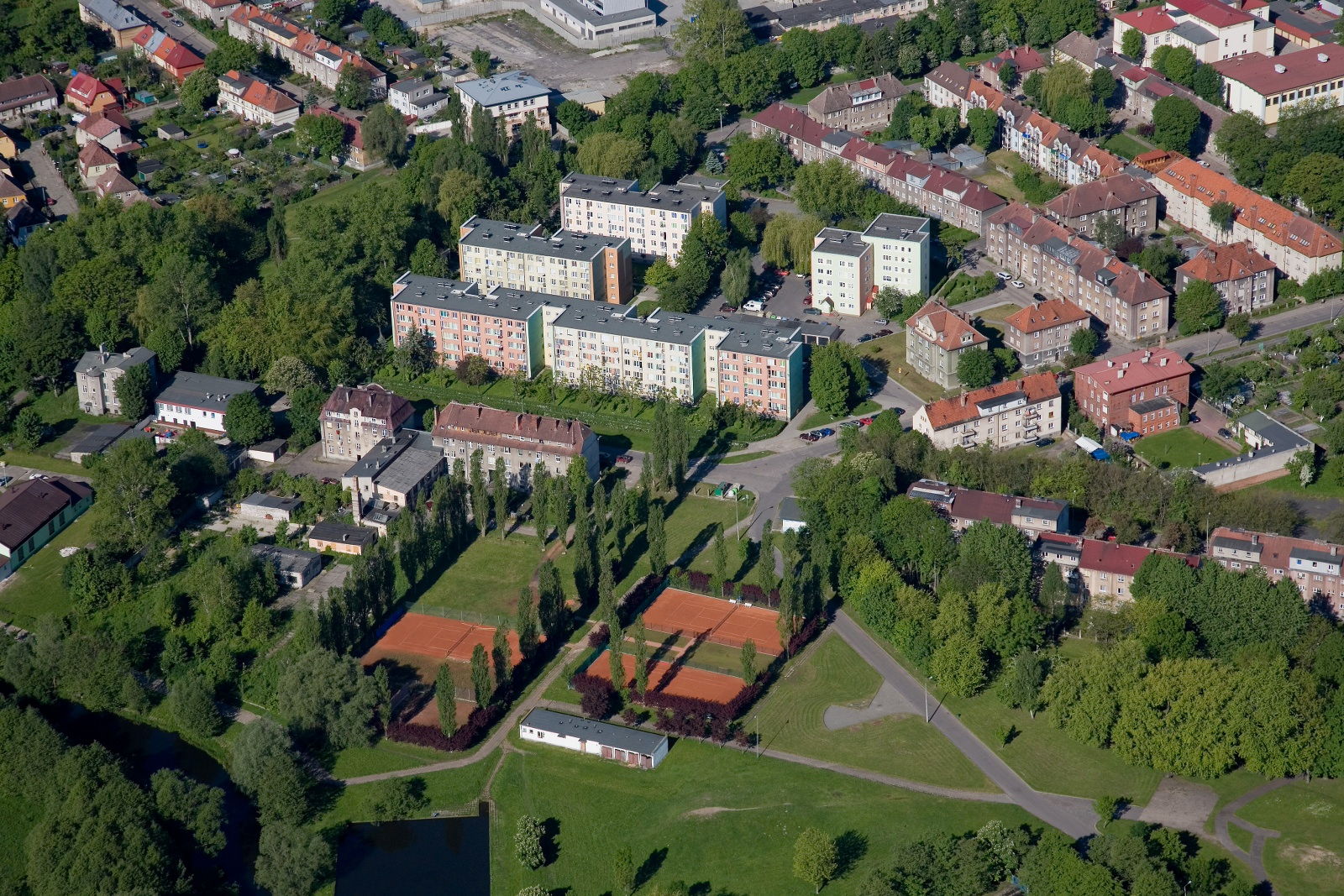
Okolice ulicy Rybackiej i Szymanowskiego – ta część miasta jest traktowana jako część Nadrzecza przez mieszkańców, ale nie jest ujęta w miejskiej strefie polityki przestrzennej „Nadrzecze”.

Jako że Nadrzecze nie jest jednostką pomocniczą gminy miejskiej Słupsk, delimitacja jego obszaru opiera się na fizycznych barierach przestrzennych i może mieć różny przebieg w percepcji mieszkańców tam, gdzie takie bariery nie są jasne lub się zatarły. Zwyczajowo, zachodnią granicę dzielnicy wyznaczają torowiska linii kolejowych nr 202 i 405, oddzielając ją od Zatorza, południową – granica miasta z gminą i sołectwem Kobylnica, a wschodnią – rzeka Słupia. Północna granica jest definiowana różnie. Studium uwarunkowań i kierunków zagospodarowania przestrzennego opiera ją o starotorze kolei doliny Słupi, jednak w potocznym uzusie Nadrzecze obejmuje także tereny położone na północ od niej, sięgając obecnych ulic Paderewskiego, Lutosławskiego, Jaracza, Jana Pawła II i Zamkowej. Studium w skład strefy polityki przestrzennej „Nadrzecze” włącza również tereny usługowo-przemysłowe o podobnej charakterystyce zlokalizowane na zachód od linii kolejowej, w codziennym uzusie kojarzone jednak z os. Piastów.
Nadrzecze jest zlokalizowane na skarpie na zachodnim brzegu Słupi, na terenie częściowo podmokłym, wzdłuż bezimiennego, obecnie częściowo skanalizowanego cieku (do 1945 Katschkenbruchbach). Słabiej zurbanizowane części dzielnicy są pocięte kanałami melioracyjnymi powstałymi w okresie dwudziestolecia międzywojennego.

## Toponimia
Nazwa Nadrzecze powstała po 1945 i związana jest z położeniem dzielnicy na prawym brzegu rzeki Słupi. Przejściowo funkcjonowała także nazwa Poznańskie Przedmieście. Przed 1945 rokiem dzielnicę nazywano der Aucker, dosł. dlniem. „błonie, podmokła łąka”, odnosząc się do jej pierwotnie łąkowo-pastwiskowego charakteru. Południowy obszar w rejonie ulic Poprzecznej i Cecorskiej nosił nazwę Am Dornbrink, wywodzącą się od nazwy pobliskiego bagna Dornbrink, przejściowo w okresie powojennym nazywanego Darnik. Polska nazwa była częściowo adideacją, a częściowo adaptacją fonetyczną nazwy niemieckiej, złożonej z członów Dorn „cierń” i Brink „źródło”.

## Historia

### Historyczne nazwy ulic
- Am Dornbrink (1925, 1940) → ul. Poprzeczna (1986, 2023)
- Bahnstraße (1925, 1940) → ul. Prosta (1986, 2023)
- Bedelsweg (1925, 1940) → ul. Cecorska (1986, 2023)
- Ernst-Moritz-Arndt-Straße (1940) → ul. Cicha (1986, 2023)
- Eschenweg (1940) → ul. Zielona (1986, 2023)
- Fischerstraße (1925) → An der Windelbahn, Fischerstraße (1940) → ul. Stanisława Moniuszki, ul. Rybacka[a] (1986, 2023)
- Fuchsdamm (1925, 1940) → ul. Pomorska (1986, 2023)
- Gänseweg (1925, 1940) → ul. Wrocławska (1986, 2023)
- Große Auckerstraße (1925, 1940) → ul. Juliusza Słowackiego (1986, 2023)
- Grüner Weg (1925, 1940) → ul. Przemysłowa (1986, 2023)
- Holzstraße (1925, 1940) → ul. Drewniana (1986, 2023)
- Kleine Auckerstraße (1925, 1940) → ul. Stefana Jaracza (1986, 2023)
- Halb-Sieben-Weg (1940) → ul. Słoneczna (odcinek środkowy) (1986, 2023)
- Kublitzer Chaussee (1925, 1940) → ul. Poznańska, ul. Mariana Buczka (1986) → ul. Poznańska, ul. Witolda Lutosławskiego (2023)
- Maigrafenweg (1940) → bez nazwy (1986) → ul. Słoneczna (odcinek południowy) (2023)
- Memelstraße (1940) → ul. Legnicka (1986, 2023)
- Mozartstraße (1940) → ul. Henryka Wieniawskiego (1986, 2023)
- Niobestraße (1940) → ul. Mieszka I (1986, 2023)
- Saarstraße (1940) → ul. Chocimska (1986, 2023)
- Schlachthofstraße (1940) → ul. Karola Szymanowskiego (1986, 2023)
- Schneidersteig (1925, 1940) → nie istnieje
- Stiftstraße (1925, 1940) → ul. Fryderyka Chopina (1986, 2023)
- Turnvater-Jahn-Straße (1940) → ul. Słoneczna (odcinek północny) (1986, 2023)
- Wagnerstraße (1940) → ul. Władysława Orkana (1986, 2023)
- Wallstraße (1925, 1940) → ul. Wałowa (1986) → ul. Jana Pawła II (2023)
- Weidenstraße (1925, 1940) → ul. gen. Siergieja Iwanowicza Pankowa (1986) → ul. Ignacego Jana Paderewskiego (2023)

Źródła: 1925, 1940, 1986, 2023. Podkreślenie oznacza historyczne nazwy zachowane po 1945.

## Transport
Ciąg ulic Poznańska–Lutosławskiego–Prosta stanowi główną oś komunikacyjną dzielnicy. Komplementarną funkcję pełnią ulice Witkacego (w ciągu DK21), łącząca z Zatorzem, oraz Przemysłowa, zapewniająca alternatywny ciąg komunikacyjny w kierunku północ-południe. Planowane jest połączenie Nadrzecza ze wschodnimi częściami Słupska – przewiduje się zakończenie budowy na I kwartał 2025.
Dzielnica nie posiada od 1945 własnego przystanku kolejowego; wcześniej funkcję tę pełnił przystanek Stolp Schlachthof w ciągu linii kolejowej do Budowa, funkcjonujący jescze do lat 90. XX wieku jako stacja przeładunkowo-manewrowa dla pobliskich zakładów przemysłowych.
W 2023 Nadrzecze było obsługiwane przez pięć linii komunikacji miejskiej, organizowanych przez ZIM Słupsk.